# Jim Miller
Jim Miller, född 1861, död 19 april 1909 (lynchad). Hette egentligen James Brown Miller. Känd mördare och lagman. Påstods en tid vara den som dödade Pat Garrett, men detta har bestämt avvisats av alla seriösa historiker.